# Biennale internationale du design de Saint-Étienne
La Biennale internationale du design de Saint-Étienne, dite « Biennale internationale Design Saint-Étienne », a été mise en place en 1998 par Jacques Bonnaval (1950-2018), alors directeur de l’école des beaux-arts de Saint-Étienne.
Elle se tient depuis 2006 à la Cité du design, dont la mission première est de démocratiser le design[réf. nécessaire].
Depuis 2013, la biennale se déroule en année impaire (sauf 2021-2022).

## Éditions

### 1reédition: 1998
Il y a eu environ 3 500 objets présentés durant une semaine du 7 au 15 novembre.

### 2eédition: 2000
Elle s'est tenue du 7 au 15 octobre.

### 3eédition: 2002
L'évènement s'est tenu du 16 au 24 novembre.

### 4eédition: 2004
Elle s'est tenue du 6 au 15 novembre.

### 5eédition: 2006
La cinquième édition a eu lieu du 22 novembre au 3 décembre 2006.
Pour la première fois organisée par la Cité du design, et dirigée par Elsa Francès, cette biennale a réuni de nombreux commissaires et designers français et étrangers, des entreprises régionales, nationales et internationales variées, des étudiants de l'École supérieure d'art et design de Saint-Étienne et ceux d'une cinquantaine d'écoles d'art dans le monde. Sept cents designers de plus de quarante-trois pays étaient présents sur cet événement[réf. nécessaire].

### 6eédition: 2008
La sixième édition de la Biennale a eu lieu du 15 au 30 novembre 2008. La Cité du design a invité des commissaires français et étrangers à exposer leur vision personnelle du design[réf. souhaitée].
La Biennale a accueilli 85 000 visiteurs (6 % de plus qu'en 2006 et 35 % de plus qu'en 2004), dont 15 000 scolaires (47 % de plus qu'en 2006)[réf. nécessaire]. 270 journalistes ont fait le déplacement[réf. nécessaire].
Cinquante entreprises[réf. nécessaire] ont soutenu l'organisation de l'événement et d'autres ont choisi cette manifestation pour organiser des actions de relations publiques auprès de leurs clients.

### 7eédition: 2010
Du 20 novembre au 5 décembre 2010, la septième édition avait pour thème la Téléportation.
L'événement visait à résoudre[réf. souhaitée] différentes questions : urgence écologique, contraintes de transports, manque continuel de temps.
85 000 visiteurs ont été dénombrés, ainsi que plus de 450 designers, de plus de 40 pays, présentant 650 projets. 150 entreprises, dont 30 locales, ont été impliquées dans la manifestation. 300 journalistes ont couvert l'événement[réf. nécessaire].

### 8eédition: 2013

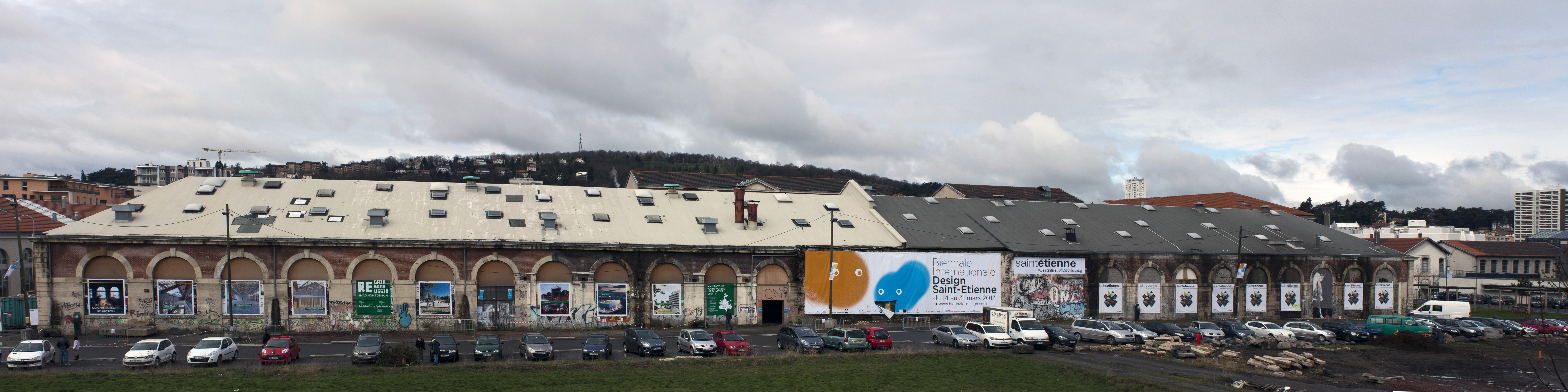
Biennale internationale du design 2013.

Du 14 au 31 mars 2013, la huitième édition avait pour thème L’empathie ou l’expérience de l’autre.
Cette nouvelle édition a confirmé la reconnaissance de Saint-Étienne comme capitale de design, en accueillant plus de 140 000 visiteurs. Après l'inscription de Saint-Étienne en 2010 dans le réseau des villes design Unesco, elle a également confirmé son ancrage international, en accueillant l’exposition « EmpathiCITY, making our city together » qui donnait à voir des actions des onze villes créatives Unesco de design autour du thème « Faire la ville ensemble », et en représentant 33 pays différents dans ses expositions.
Elle a confirmé la vocation économique de Saint-Étienne, qui fait du design un facteur de son rebond, en instaurant la première édition du Forum Design & Innovation, destinée aux professionnels du design et aux entreprises, qui a recensé 250 participants sur deux jours. Le principal temps fort de ce Forum était la conférence d’ouverture de Jeremy Rifkin dont la thématique était le rôle de l’empathie face à une civilisation en crise.

### 9eédition: 2015
Pour l'édition 2015, qui se tient du 12 mars au 12 avril, avec pour thème Les Sens du Beau, la Biennale, face à son succès grandissant, est prolongée dans la durée, passant de 15 jours à un mois, pour permettre l'accueil d'un public plus large. Les co-commissaire principaux furent Benjamin Loyauté et Elsa Francès.
Environ 208 000 visiteurs ont été accueillis sur toute la programmation Biennale internationale Design Saint-Étienne. L'augmentation de la période d'ouverture de la Biennale de 18 jours en 2013 à 33 jours en 2015 a permis cette forte augmentation de la fréquentation mais également une meilleure répartition des visiteurs sur la durée et un meilleur confort de visites pour tous. Au total, il y a eu 53 000 visites du OFF de la Biennale.
Une biennale qui accueille tous les publics. Près de 1 000 visites guidées tous publics confondus, dont 189 visites guidées de la Biennale ont été proposées aux entreprises, aux collectifs d'entreprises (Cluster et pôles de compétitivité) comme aux élus et professionnels des collectivités publiques.
Le nombre total de scolaires accueillis est en hausse cette année avec plus de 18 000 scolaires venus sur le site de la Cité du design.
444 visites guidées à destination des scolaires ont été effectuées.
Concernant l'accueil du grand public, 33 ateliers enfants Le Bestiaire ont été réalisés ainsi que 26 visites guidées en famille, 101 visites guidées pour le grand public, dont 2 en langue des signes française et 5 nocturnes, pendant les 5 week-ends d'ouverture.
Au total, ce sont plus de 6 200 professionnels accueillis par la Biennale. Ces professionnels, entreprises et designers, ont ainsi pu participer aux conférences et workshops, organiser leurs comités de direction et des soirées privées ou encore bénéficier d'une visite guidée « Biennale ». Aux côtés des PME locales et nationales, les dirigeants de grandes entreprises internationales étaient présents et notamment Yamaha, General Electric, Casino, Peugeot, Orange, Philips, Business Object, EDF, Legrand, Michelin, etc.

### 10eédition: 2017

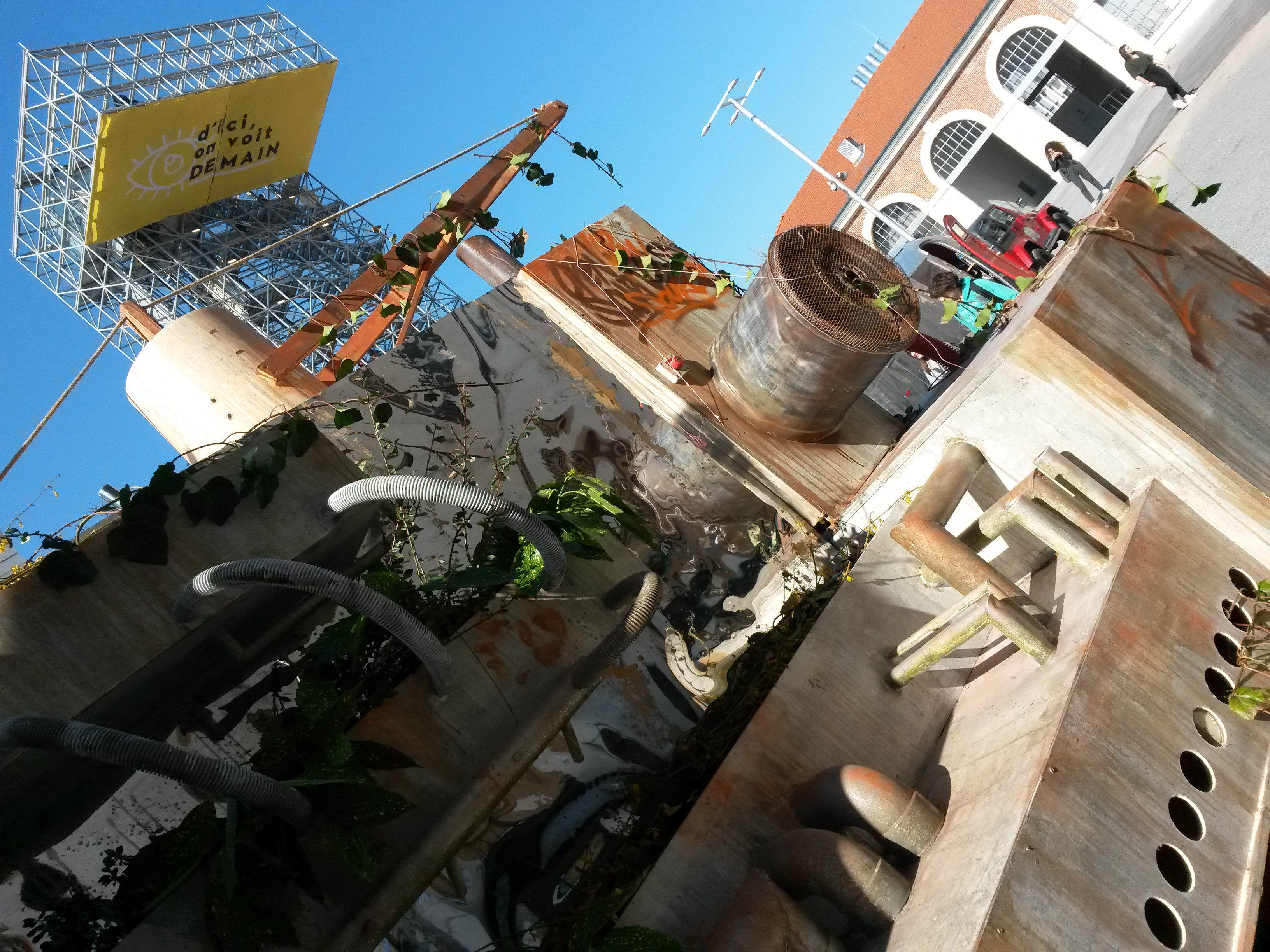
Un char végétalisé devant la Tour de l'Observatoire

Cette 10e édition se déroule du 9 mars 2017 au 9 avril 2017.
La Biennale internationale Design Saint-Étienne 2017 présente un état des lieux et une grande expérimentation, un laboratoire géant, intitulé Working Promesse autour des mutations du travail.
Le travail est l'une des préoccupations majeures de notre société. Il est pour tous à la fois rémunérateur et statutaire, il est une promesse d'émancipation et d'avenir. Rejeton du rêve du plein-emploi généralisé, il est au cœur des attentions politiques et économiques, mais au début de ce XXIe siècle, il est en pleine mutation.
Du travail numérique (digital labor), aux économies du partage (share), le monde du travail se reconfigure, inventant de nouvelles organisations, de nouveaux services, mais aussi de nouvelles souffrances, de nouveaux espoirs. Les designers, les entreprises et le territoire stéphanois se mobiliseront en 2017 autour de cette thématique pour confronter regards, idéologies, innovations et désirs. Et c'est avec la participation du public que nous travaillerons à cette promesse.
Au cœur de la question des mutations du travail, la Biennale répondra aux trois thématiques ci-dessous :
- Digital Labor (ou travail numérique) La confrontation des outils numériques avec les crises - écologiques, économiques, terroristes qui agitent successivement nos organisations sociales, entraîne de multiples bouleversements de nos sociétés.
- Share utopie ? (ou l'utopie du partage) Le travail est un espace exceptionnel d'inventions techniques et organisationnelles exploitant toute une partie de l'humanité, entre souffrance et espoir. Mais il est aussi un révélateur de capacités productives hors normes qui fascinent, déroutent, absorbent nos imaginaires. Du design d'un service de partage à la participation active dans des collectifs citoyens, les designers prennent des positions idéologiques qui vont participer durablement à l'élaboration de notre environnement.
- Existences futures Les questions qui vont agiter la Biennale internationale Design Saint-Étienne 2017 seront l'occasion d'explorer les formes expérimentales du travail à travers ses nouveaux outils de production mais aussi ses dimensions fictionnelles et futuristes : travaillerons-nous encore ? À quels rythmes ? Seuls ou collectivement, en réseaux ou en atomes ? Serons-nous surveillés ? Quelle sera notre valeur ? Y aurait-il des ségrégations de genre, de races, de compétences ? Que résoudra la technique ? Qui s'en emparera ? Qu'est-ce qu'on y gagnera ? Comment le vivrons-nous ? Le design est lui aussi en mutation : de l'objet au service, de la dimension urbaine à la dimension sociale, les échelles d'intervention du design se sont démultipliées. C'est pour ces raisons que le design peut interroger légitimement les mutations du travail. Working Promesse, sera l'occasion de questionner par le design, nos modes de vie futurs.

### 11eédition: 2019

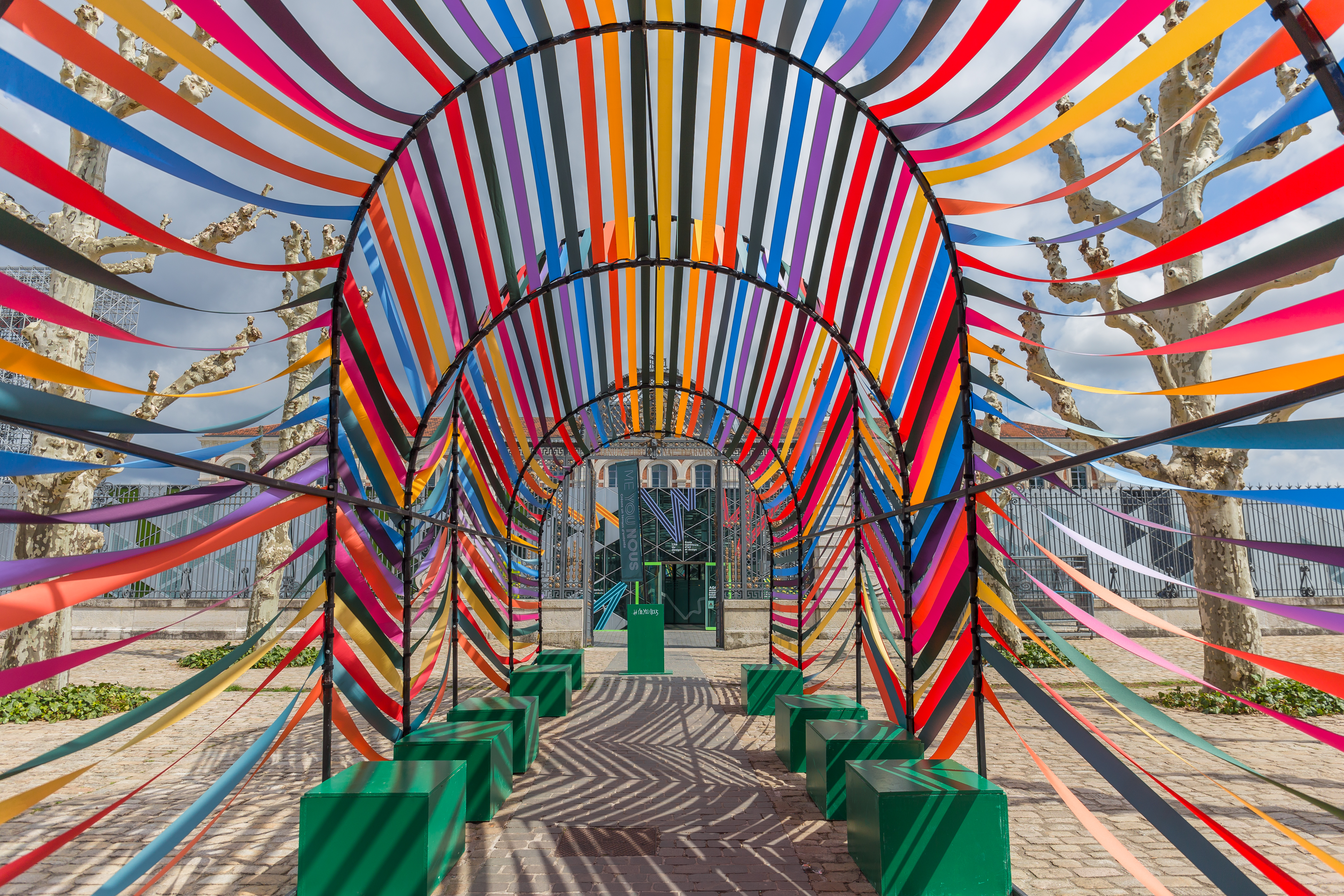
L'entrée de la Cité du Design, réalisée par François Dumas.

La Biennale internationale Design Saint-Étienne 2019 intitulée "ME, YOU, NOUS: Créons un terrain d'entente" s'est tenue du 20 mars 2019 au 22 avril 2019 sous le commissariat général de Lisa White et entendait traiter des problématiques actuelles de notre monde tout en anticipant les questions environnementales et sociales à venir.

### 12eédition: 2022
Normalement prévu en 2021, l'évènement est repoussé d'un an à cause de la pandémie de COVID, du 6 avril au 31 juillet.
Le thème est "Bifurcations, choisir l'essentiel" et l'invitée d'honneur est l'Afrique.

### 13eédition: 2025
Cette édition se déroulera du 22 mai au 6 juillet, avec comme thème Ressource(s), présager demain  et en pays invité l'Arménie.